# Kansas Glacier
Kansas Glacier är en glaciär i Antarktis. Den ligger i Västantarktis. Inget land gör anspråk på området. Kansas Glacier ligger 1 146 meter över havet.
Terrängen runt Kansas Glacier är platt österut, men västerut är den kuperad. Trakten är obefolkad. Det finns inga samhällen i närheten.